# Albertochampsa
Albertochampsa – wymarły rodzaj krokodyla z grupy Globidonta. Zamieszkiwał dzisiejszą Albertę w późnej kredzie. Znany jest z czaszki z Dinosaur Park Formation z kampanu, gdzie był bardzo rzadki, podczas gdy najpopularniejszym krokodylem tejże formacji był Leidyosuchus. Rzeczona czaszka mierzyła 23cm.